# Hauteur (angle)
Pour les articles homonymes, voir Hauteur.
En astronomie, la hauteur est l'angle que fait la direction visée par rapport à l'horizontale ; c'est le complément de la distance zénithale. La hauteur et l'azimut constituent le système de coordonnées horizontales.

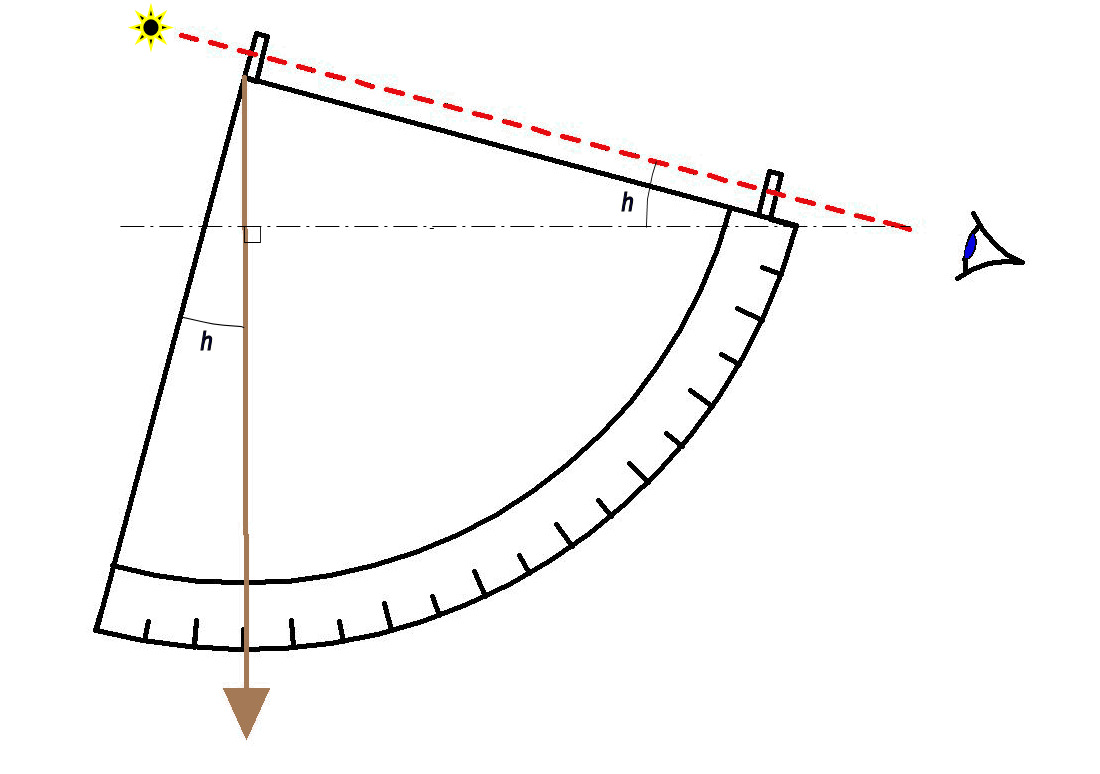
Schéma de principe de mesure d'une hauteur h.